# Kathleen Zellner
Kathleen Zellner (Midland (Texas), 7 mei 1949) is een Amerikaanse advocaat die zich voornamelijk inzet voor potentieel onterecht veroordeelden. In Nederland werd ze bekend door haar hoofdrol in het tweede seizoen van de Amerikaanse documentaireserie 'Making a Murderer' waarin de zaken van voor moord veroordeelde Steven Avery en Brendan Dassey op de voet worden gevolgd. Zellner staat hierin Steven Avery bij en beweert dat haar cliënt onschuldig is van de moord op Teresa Halbach, een fotografe die plotseling verdween na een afspraak met Avery. Andere bekende zaken van Zellner zijn de zaak tegen Ryan Ferguson, Kevin Fox en Melissa Calusinski.

## Achtergrond
Zellner is geboren in Midland, Texas in een gezin van zeven kinderen. Haar vader was geoloog en haar moeder was een apotheker die later verpleegkundige werd. Toen ze negen was verhuisde het gezin naar het plaatsje Bartlesville in Oklahoma. Zellner studeerde aan de Universiteit van Marquette in Wisconsin, de Universiteit van Missouri en slaagde uiteindelijk aan de Universiteit van Concordia in Montréal, Canada. In 1981 behaalde ze haar Juris Doctor aan de rechtenfaculteit van de Universiteit van Noord-Illinois.
Haar echtgenoot is handelaar met een doctoraat in de economie. Samen hebben ze een dochter, ook een advocaat.

## Carrière
In 1990 vertegenwoordigde Zellner, toen nog openbaar verdediger, seriemoordenaar Larry Eyler. Eyler werd destijds verdacht van de verkrachting van en moord op tientallen jongeren, maar beweerde onschuldig te zijn van de misdrijven waarvoor hij vastzat. In 1991 biechtte Eyler aan Zellner op dat hij schuldig was van de tientallen verdenkingen. Zellner bleef Eyler bijstaan tot zijn dood in 1994 en deed pogingen om Eyler vrij te krijgen. Na Eyler's overlijden deelde Zellner Eyler's bekentenissen met de nabestaanden. Het bijstaan van iemand die achteraf toch schuldig bleek te zijn heeft Zellner doen besluiten geen zaken meer aan te nemen waarvan ze niet zeker weet dat de gevangene onschuldig is.
In 1991 begon Zellner haar eigen advocatenkantoor, Kathleen T. Zellner & Associates, in Downers Grove, Illinois. Haar kantoor richt zich met name op potentiële justitiële dwalingen, mishandeling van gevangenen, en schendingen van burgerrechten. Zellner heeft al vele onterecht veroordeelden vrij weten te krijgen.
Sinds 2016 heeft Zellner zo'n 90 miljoen dollar aan compensatie gewonnen met haar zaken. In 2012 won Zellner de "Pursuit of Justice" erkenning van de American Bar Assocation.
| Client             | Veroordeeld voor    | Jaar bijgestaan | Resultaat                | Reden vrijspraak              | Opmerkingen |
| ------------------ | ------------------- | --------------- | ------------------------ | ----------------------------- | --- |
| Larry Eyler        | Moord               | 1990-1994       | Afgewezen, hoger beroep  | -                             | Zellner ging in beroep na uitspraak. Eyler overleed tijdens bijstaan.                                                                          |
| Ronnie Bullock     | Aanranding kinderen | 1993-1994       | Vrijspraak               | Nieuw DNA-bewijs              | |
| Edwin Jones        | Moord               | ?-1998          | Afgewezen                | -                             | |
| Kevin Fox          | Moord, verkrachting | 2005            | Vrijspraak               | Nieuw DNA-bewijs              | Bekend van ID Discovery's "I Witness" |
| Jerry Hobbs        | Moord               | ?-2010          | Vrijspraak               | Nieuw DNA-bewijs              | |
| James Edwards      | Moord               | 2005-2012       | Vrijspraak van moord     | Nieuw DNA-bewijs              | Edwards zit nog steeds vast voor andere misdrijven.                                                                                            |
| Alprentiss Nash    | moord, overval      | ?-2012          | Vrijspraak               | Nieuw DNA-bewijs              | |
| William Clarke     | Moord               | ?-2013          | Afgewezen                | -                             | Clarke komt in aanmerking voor vervroegde vrijlating in 2068.                                                                                  |
| Ryan Ferguson      | Moord               | 2009-2013       | Vrijspraak               | Ingetrokken getuigeverklaring | Bekend van documentaire Dream/Killer. |
| Christy Lentz      | Moord               | ?-2015          | Afgewezen                | -                             | Lentz komt in aanmerking voor vervroegde vrijlating in 2059.                                                                                   |
| James Bates        | Moord               | ?-2020          | Vrijspraak teruggedraaid | -                             | Zellner krijgt vrijspraak, maar Bates wordt later alsnog schuldig bevonden. Zellner klaagt Staat tevergeefs aan voor samenzwering tegen Bates. |
| Melissa Calusinski | Moord               | ? - heden(?)    | Afgewezen                | -                             | Onduidelijk of Zellner Calusinski nog bijstaat                                                                                                 |
| Steven Avery       | Moord               | 2016 - 2021     | Afgewezen                | -                             | Bekend van Netflix' "Making a Murderer" |

## In de media
In 2015 verscheen Zellner in Dream/Killer, een documentaire over Ryan Ferguson, een man uit Columbia in de Verenigde Staten die vastzat voor de moord op Kent Heitholt. Ferguson's vaders' verwoede pogingen om zijn zoon vrij te krijgen leiden hem uiteindelijk naar, onder andere, Kathleen Zellner. 
In 2018 verscheen Zellner in het tweede seizoen van Making a Murderer, een documentaire-serie rondom Steven Avery, een man uit Wisconsin die beweert onschuldig vast te zitten voor de moord op fotografe Teresa Halbach. De serie laat zien hoe Zellner verscheidene forensisch experts raadpleegt in aanloop naar het indienen van een motie om Avery's veroordelingen ongedaan te maken. De serie eindigt nadat Zellner's motie wordt afgewezen en Zellner plannen maakt om deze afwijzing aan te vechten.